# Xilofag
Xilofag - unele specii de insecte, ce se hrănesc cu lemnul copacilor uscați , aflați în putrefacție. Astfel, ele contribuie la descompunerea acestora. Din cauza colectării lemnului uscat pentru foc, practicat în pădurile de foioase a Europei, arealul acestor insecte s-a micșorat foarte mult. Ele pot fi întâlnite și în locurile inaccesibile din Alpi, Pirinei și Carpații Păduroși (din Ucraina).

## Legături externe
- „xilofag” la DEX online